# Franz Rzebitschek
Franz Rzebitschek, v matrice Franz Řebicžek, v literatuře také František Řebíček (26. listopadu 1801 Dašice – 12. prosince 1889 Praha) byl český mechanik a hodinář.

## Život
Pocházel z východočeských Dašic, narodil se tam jako syn hodinářského mistra Martina Řebíčka (1767–1845) a jeho manželky Anny, rozené Scheyballové. Vyučil se pravděpodobně u otce. V roce 1819 začal v Čechách s výrobou mechanických hracích hřebenových strojků po švýcarském vzoru. Díky svému provedení a kvalitě hudebního aranžmá začaly být brzy uznávány nejen na území Rakouska-Uherska, ale i v celé Evropě. Ve velmi omezené míře kompletoval celé hrací skříňky. Většinou dodával své výrobky v jednoduchých etujích, aby mohly být montovány do stolních sloupkových nebo nástěnných obrazových hodin.
Zemřel 12. prosince roku 1889 a byl pohřben na Olšanských hřbitovech.

## Rodina
Se svou první ženou Wallburgou Willenbacherovou (1799–1825), dcerou josefovského hodináře Ignatze Willenbachera, měl syna Václava (1822–1825).
Dne 25. listopadu 1833 se v kostele sv. Františka u křižovníků v Praze jako vdovec oženil s Christinou Brandlovou (1813–1865), dcerou pražského zlatníka Antonína Brandla. Rzebitschek získal staroměstské městské právo a dal se zapsat jako továrník (fabrikant). Manželé bydleli na Starém Městě zprvu v domě čp. 85/I, pak v rohovém domě čp. 251/I na nároží Betlémského náměstí a Liliové ulice a měli pět dětí.
Z jejich synů Gustav (1838–1916) pokračoval v otcově živnosti. Syn Josef (1844–1904) byl houslistou, skladatelem a dirigentem berlínské filharmonie.

## Vývoj firmy
- Alois Willenbacher & Franz Rzebitschek (1819 - 1842) - ve zprávě obchodní komise z roku 1836 je zmíněno 47 zaměstnanců továrny, kteří mají za sebou výrobu 8821 kusů hracích strojků.[4] Továrna byla schopna produkovat kolem 30 kusů hracích strojků denně.
- Franz Rzebitschek (1842 - 1870)
- Gustav Rzebitschek (1870 - 1897) - Provoz továrny byl roku 1897 ukončen kvůli snížení počtu objednávek, ale také kvůli náročnějším provozním podmínkám.[4]

## Zastoupení v muzejních sbírkách
Samostatné hrací strojky jsou zastoupeny například ve sbírce Národním muzea, Uměleckoprůmyslového muzea nebo Národního technického muzea v Praze. Ve sbírce Národního technického muzea je uchován přípravek pro osazování ocelových kolíčků do hracího válce, který byl v továrně užíván kolem roku 1840 (i. č. 36 070) a kazeta se čtyřmi hracími stroji, užívaná pravděpodobně k obchodním účelům.

## Galerie

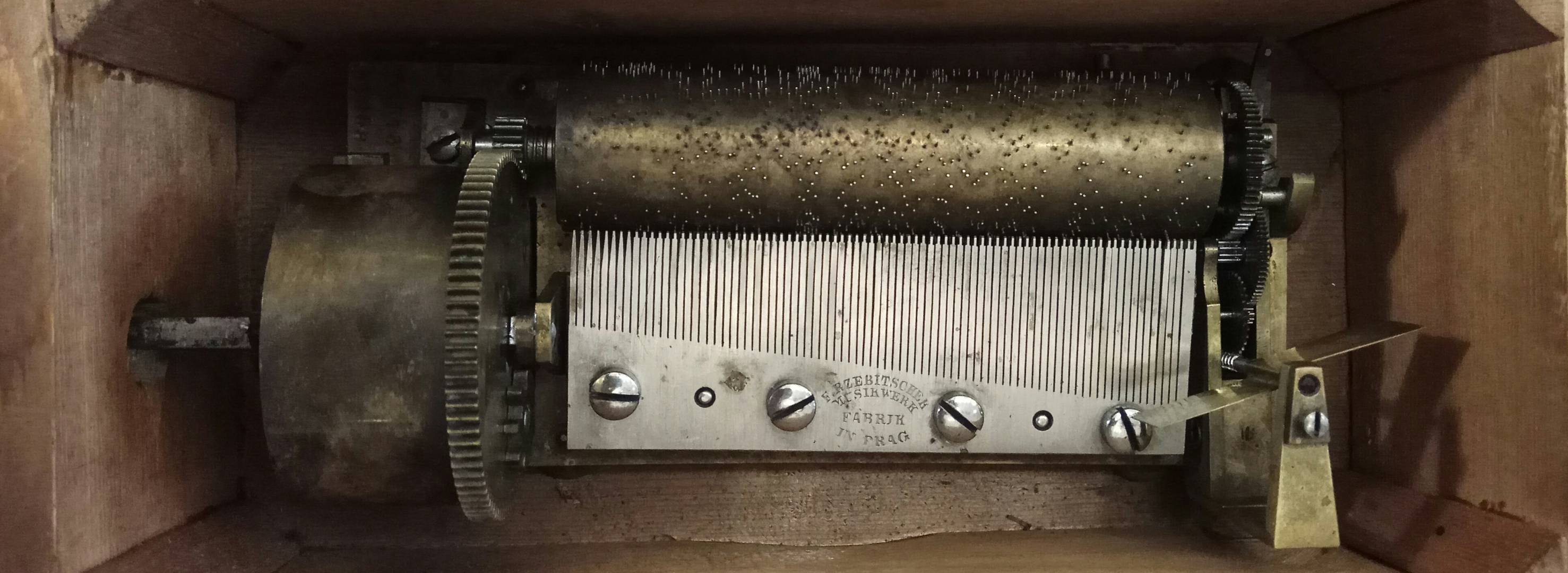
Detail hracího stroje F. Rzebitschka
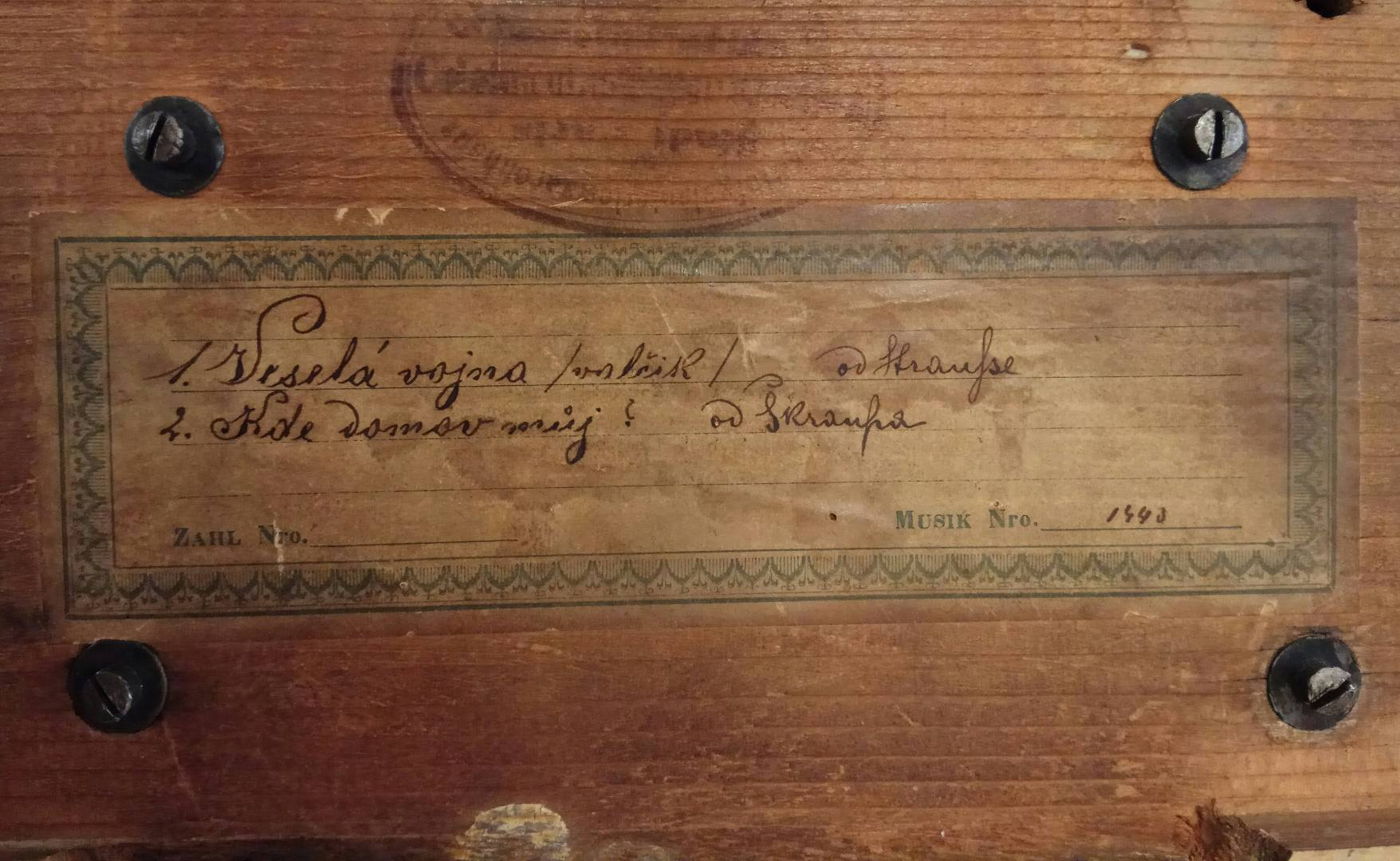
Etiketa na hracím stroji F. Rzebitschka
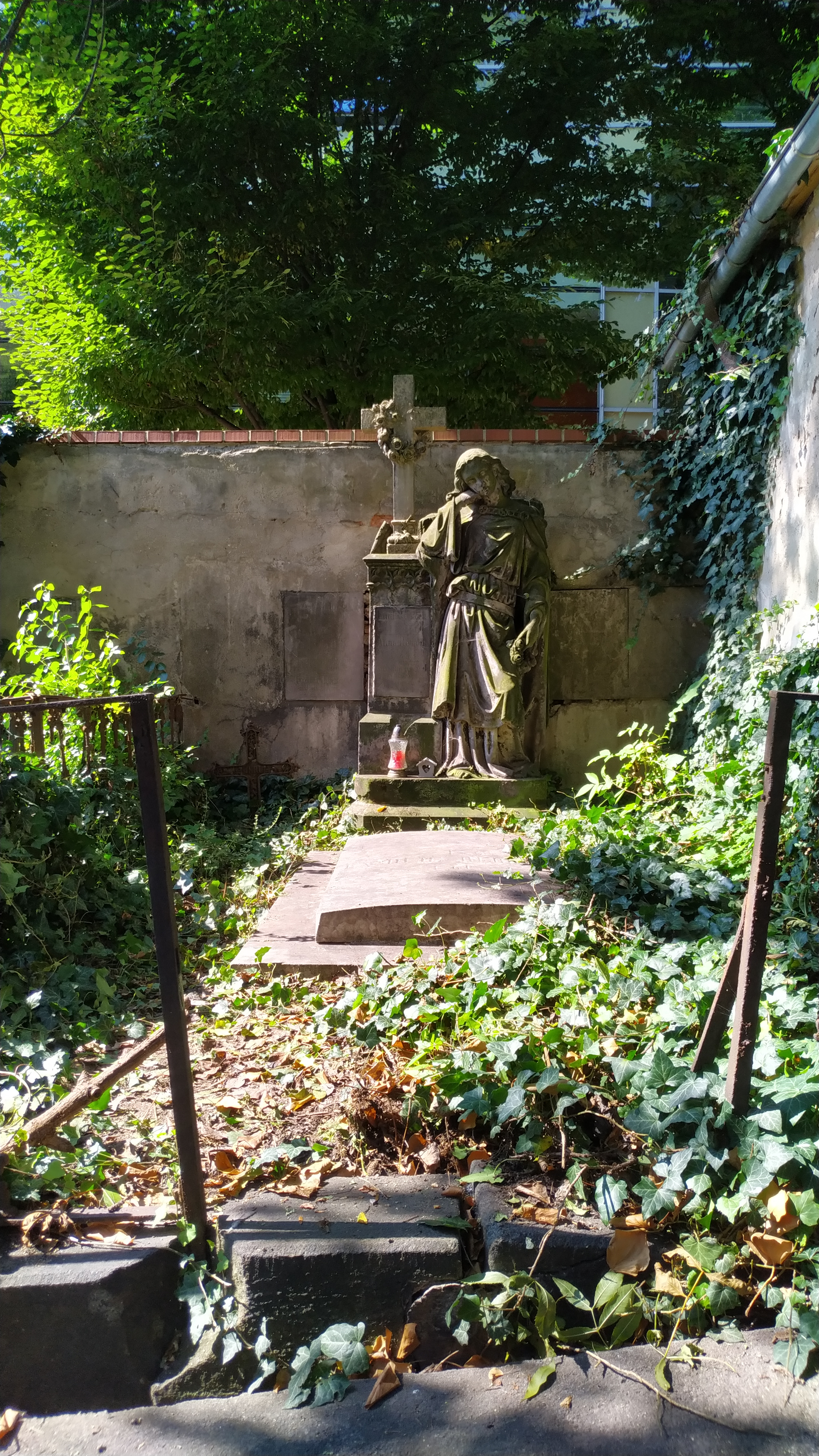
Hrobka rodiny Rzebitschků (některá jména později počeštěna a přetesána na Řebíček).